# 矢吹萬壽
矢吹 萬壽（やぶき かずとし、1923年3月27日 - 2011年12月13日）は、日本の農学者。大阪府立大学名誉教授、元学長。専門は、農業気象学、生物環境調節工学、環境学。
矢吹万寿、矢吹萬寿、矢吹万壽 とも表記される。NHKプロデューサーの矢吹寿秀は次男。

## 経歴
- 1945年（昭和20年）4月に九州帝国大学農学部農業工学科に入学し、鈴木清太郎教授の物理・統計学講座（農業気象学講座に改称）に入門。卒業後、農林省農事試験場気象部を経て、1955年（昭和30年）に大阪府立大学助教授に就任した。
- 1954年（昭和29年）から1959年（昭和34年）にわたり、六甲山系での気象観測や水槽での模擬実験により「六甲颪（六甲おろし）」を研究。大きな気象被害の原因ながら、まだ明らかになっていなかった山越え気流が発生するメカニズムや気象条件を理論的に解明した。
- また気象学者として、干拓事業が始まる前の有明海の気象観測（長崎諫早干拓事業の気温調査研究委託事業調査）を行い、干拓を行った場合に陸地部分の気温が低下するとの予測を報告したが、この報告は長い期間にわたって諫早湾干拓事業に反対する地元農家の理論的支柱のひとつとなった。
- 1960年（昭和35年）に英国に留学。留学先のローザムステッド農業試験場(w:Rothamsted Experimental Station)で、作物蒸発散量推定式のw:Penman-Monteith式で知られるw:John Monteithと出会い、多大な影響を受けた。そして帰国後は、植物の光合成に関する理論的な研究に比重を移すこととなった。
- 東南アジア（タイ・マレーシア）の熱帯雨林を舞台に、森林の光合成量を測定する大規模な実験を繰り返し、植物群落の炭素固定量の算定法である「群落CO2 フラックス測定法」を発表した。
- 風洞実験の技術を、植物の葉の表面を流れる空気の流れを可視化する方法に応用し、風などの環境的な要因によって植物の光合成がどのような影響を受けるかを研究し、葉面境界層の理論を確立した。
- 一方、環境学の立場から公害対策に早くから取り組み、大阪府公害防止条例（1971年）をはじめ、大阪府下の市町村の公害関連条例の制定に尽力。その後も大阪府公害対策審議会会長、堺市公害対策審議会会長などを歴任した。

## 略歴
- 1923年 鳥取県三朝町に生まれる
- 1948年 九州大学農学部卒業、農林省農事試験場気象部に奉職
- 1953年 大阪府立大学（当時・大阪府立浪速大学）講師
- 1955年 大阪府立大学助教授
- 1956年 農学博士（北海道大学）論文の題は「水田水温に関する研究」[6]。
- 1960年 英国、ローザムステッド農業試験場(w:Rothamsted Experimental Station)に留学（1年間）
- 1965年 農業電化協会会長賞
- 1966年 日本農業気象学会賞
- 1972年 大阪府立大学農学部教授（環境調節工学）
- 1978年 日本農学賞、読売農学賞
- 1984年 日本学術会議会員（二期6年間）
大阪府教育功労者 表彰
- 1986年 定年退職し、大阪府立大学名誉教授 大阪商業大学教授に転ずる
大阪府環境功労者 表彰
- 1987年 日本生物環境調節学会功労賞
7月 大阪府立大学長に就任
- 1988年 日本農業気象学会永年功労賞
- 1989年 講書始の儀の陪席に招待
- 1990年 紫綬褒章 受章
- 1992年 堺市功労者有功賞
- 1993年 日本農業気象学会名誉会員[4]
6月 大阪府立大学長を退任
- 1996年 勲二等瑞宝章 受章
- 2011年12月13日 肺癌のため死去。88歳没[2][3]。

## 主要著書
『農業気象学』文永堂 1978年、『施設園芸学』朝倉書店 1983年、『農業環境調節学』朝倉書店 1985年、『植物の動的環境』朝倉書店 1985年、『風と光合成』農文協 1990年、『稲学大成（第2巻）』農文協 1990年、他 数十冊

## 学会・社会での活動
日本農業気象学会長、日本生物環境調節学会長、農業施設学会評議員、大気汚染研究協会理事、環境科学会顧問、CELSS研究会顧問、日本農学会評議員、（社）海外農業教育研究開発協会副理事長、（社）堺都市政策研究会副理事長、（社）国際高等研究所評議員、公立大学協会副会長、大阪府公害対策審議会会長、堺市公害対策審議会会長、大阪府原子炉問題審議会会長、地球環境関西フォーラム（地球環境100人委員会）代表委員